# نحل جبال الريف المغربي
نحل جبال الريف المغربي (الاسم العلمي: Apis mellifera major) هو أحد أنواع النحل في شمال إفريقيا.

## الإنتشار
يتواجد هذا النوع في المغرب الاقصى حيث ينتشر في رقعة صغيرة في شمال جبال الريف.

## المواصفات
هو نحل كبير الحجم أسود اللون تغطي جسمه شعيرات وإذا ما قارناه بالنحل التلياني فهو يعتبر أكبر منه حجما كما انه جيد في مواصفاته المورفومترية حيث يفوق النحل التلياني في طول اللسان والاجنحة والأرجل التي تعتبر مقياس إنتاجية النحل.

## الإكتشاف
إكتشفه العالم الألماني فريدريك ريتنر سنة 1978م وأعطي له الاسم العلمي Apis_mellifera_major .